# Castelo de Adzaneta

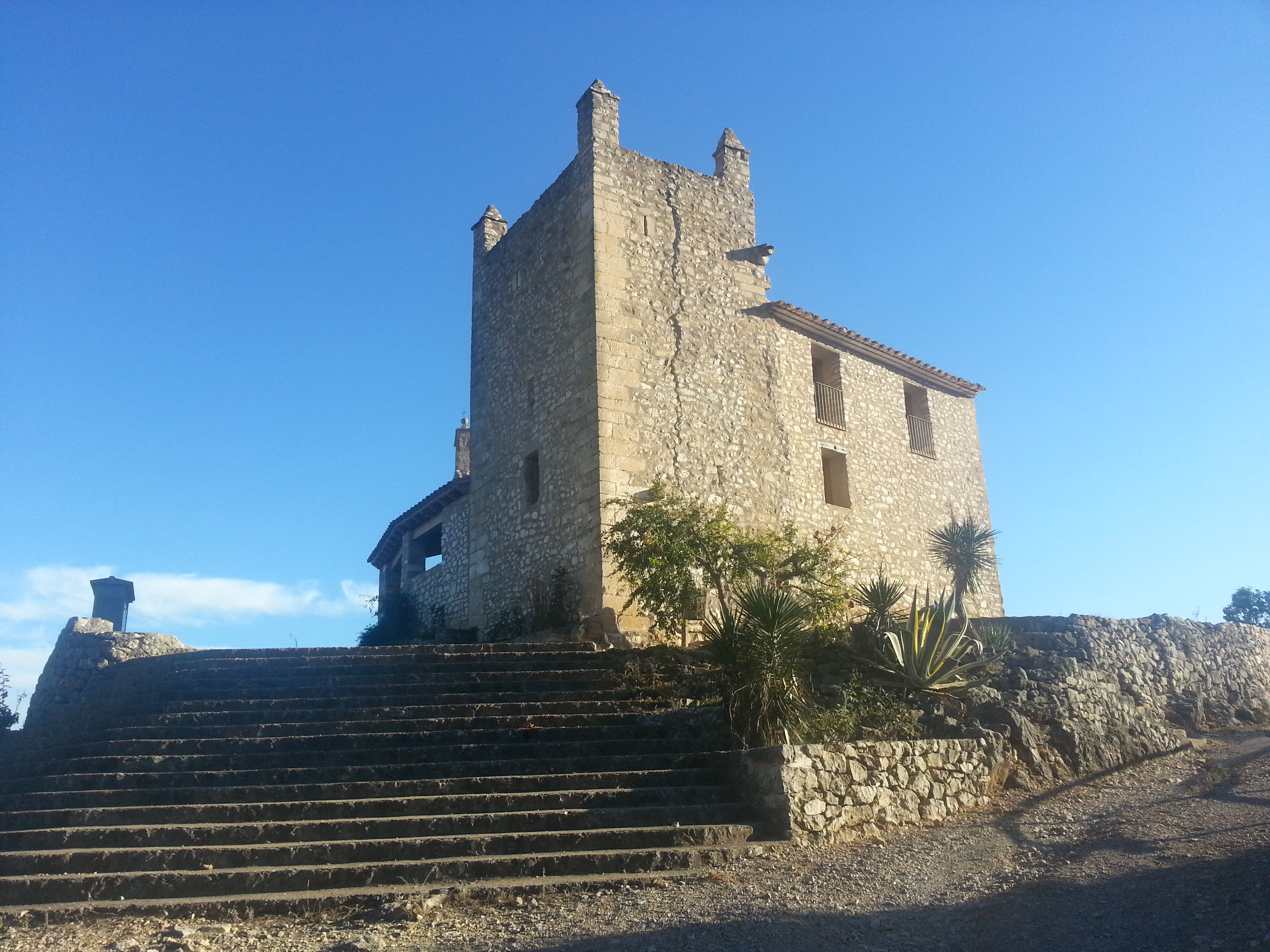
Castelo de Adzaneta

O Castelo de Albocácer, também denominado El Castellar, localiza-se no município de Atzeneta del Maestrat, na província de Castellón, na comunidade autónoma da Comunidade Valenciana, na Espanha.

## História
Erguido em posição dominante a cerca de três quilómetros da povoação, local a partir do qual se defendia a passagem pela elevação de Adzaneta a partir das serras de Lucena, a primitiva ocupação de seu sítio remonta a uma fortificação romana.
A atual estrutura remonta a uma fortificação muçulmana, erguida sobre os vestígios romanos no século XI.
De carácter exclusivamente militar, da fortificação subsiste apenas a antiga torre de menagem que abriga uma ermida do século XVI, dedicada à Virgen de la Esperanza e aos santos Fabián e Sebastián.